# Östertälje socken
Östertälje socken i Södermanland ingick i Öknebo härad, uppgick 1963 i Södertälje stad och området ingår sedan 1971 i Södertälje kommun och motsvarar från 2016 ungefär Östertälje distrikt.
Socknens areal är 25,30 kvadratkilometer, varav 23,63 land.  År 1955 fanns här 1 532 invånare.(Tveta socken ej inräknad)  Delen av tätorten Södertälje öster om Södertälje kanal, stadsdelen Igelsta och orten Hall med Hallanstalten ligger i socknen. Sockenkyrka var Sankta Ragnhilds kyrka som delades med Södertälje stadsförsamling och låg i staden, inte i socknen.

## Administrativ historik
Socknen har medeltida ursprung under namnet Tälbo/Tälebo/Täliebo socken i Svartlösa härad. 1636 överfördes socknen till Öknebo härad och från denna tid används Öster-Tälje som sockennamn, och dess församling var senast från denna tid gemensam med Västertälje socken benämnd Södertälje landsförsamling.
Vid kommunreformen 1862 bildades i socknen för området som utgjorde östra delen av församlingen Östertälje landskommun som övertog ansvaret för de borgerliga frågorna. Enligt kungligt brev 6 december 1912 överfördes Fogdetorp 1/4 till Södertälje stad. Församlingen delades 1946 då området motsvarande Östertälje landskommun fick namnet Östertälje församling. Landskommunen utökades 1952 med Tveta landskommun och uppgick 1963 i Södertälje stad som 1971 ombildades till Södertälje kommun. 1974 uppgick en del i nordvästra Salems församling omfattande 10,4 kvadratkilometer, varav land 9,3 och med 249 invånare, till Östertälje församling. 
1 januari 2016 inrättades distriktet Östertälje, med samma omfattning som församlingen hade 1999/2000.
Före 1636 hörde socknen till Svartlösa härad men överfördes då till Öknebo härad men kvarstod i Svartlösa tingslag till 1916. Häraderna Öknebo och Svartlösa förenades till ett tingslag under benämning Svartlösa och Öknebo härads tingslag 25 augusti 1916. De indelta båtsmännen tillhörde Första Södermanlands båtsmanskompani.

## Geografi

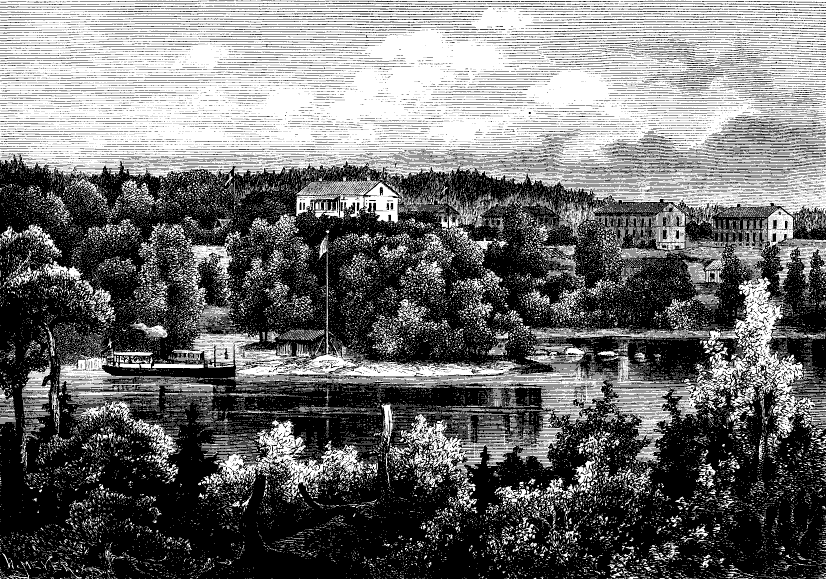
Åkerbrukskolonin Hall 1879.

Östertälje socken ligger närmast öster om Södertälje på Södertörn med Hallsfjärden i väster och sjöarna Uttran och Tullan i norr. Socknen är i norr kuperad skogsbygd och i söder mer odlingsbygd.

## Fornlämningar
Från bronsåldern finns flera gravrösen och skålgropar. Från järnåldern finns 25 gravfält och två fornborgar. Ruinen efter Telge hus ligger här.

## Namnet
Namnet (1279 Telgis) innehåller tagh, 'skära, inskärning, nedskärning' syftande på nedskärningen som bildar vattenvägen genom Södertälje.